# Gianmario
Gianmario  è un nome proprio di persona italiano maschile.

## Varianti
- Maschili[1]: Giammario, Gian Mario[1]

## Origine e diffusione
Si tratta di un nome composto, formato dall'unione di Gianni (ipocoristico di Giovanni) e Mario; è diffuso principalmente in Italia settentrionale.

## Onomastico
Il nome è adespota, cioè non è portato da alcun santo. L'onomastico si può festeggiare il 1º novembre, in occasione di Ognissanti, oppure lo stesso giorni dei nomi Giovanni e Mario

## Persone
- Gianmario Balzarini, psicoterapeuta italiano
- Gianmario Comi, calciatore italiano
- Gianmario Consonni, calciatore italiano
- Gianmario Filelfo, umanista italiano
- Gianmario Gabetti, imprenditore e dirigente sportivo italiano
- Gianmario Pagano, sceneggiatore, scrittore e insegnante italiano
- Gianmario Roveraro, atleta e banchiere italiano
- Gianmario Verona, accademico italiano.

### Variante Gian Mario
- Gian Mario Albani, sindacalista e politico italiano
- Gian Mario Anselmi, docente italiano
- Gian Mario Beltrami, generale italiano
- Gian Mario Bravo, storico italiano
- Gian Mario Fragomeli, politico italiano
- Gian Mario Pollero, pittore italiano
- Gian Mario Spacca, politico italiano

### Variante Giammario
- Giammario Piscitella, calciatore italiano